# Kerns
Kerns (, toponimo tedesco) è un comune svizzero di 6 472 abitanti del Canton Obvaldo.

## Geografia fisica
Il territorio di Kerns si estende sul versante sudoccidentale del monte Stanserhorn, nella valle del fiume Aa di Melch (affluente dell'Aa di Sarnen); è il comune più esteso del cantone e sul suo territorio si trovano i laghi artificiali di Melch e di Tannensee.

## Storia
Il comune politico è stato istituito nel 1850.

## Monumenti e luoghi d'interesse

### Architetture religiose
- Chiesa parrocchiale cattolica di San Gallo, attestata dal 1173, ricostruita nel 1761-1768 da Jakob Singer e nel 1814-1816 da Josef Singer[3];
- Cappella cattolica in località Wisserlen[4].

### Architetture civili
- Hohe Brücke in località  Dietried, ponte costruito nel 1943 sopra la gola dell'Aa di Melch[3];
- Grand Hôtel Burgfluh, costruito nel XIX secolo da Karl Koller[3].

## Società

### Evoluzione demografica
L'evoluzione demografica è riportata nella seguente tabella:
Abitanti censiti

## Geografia antropica

### Frazioni

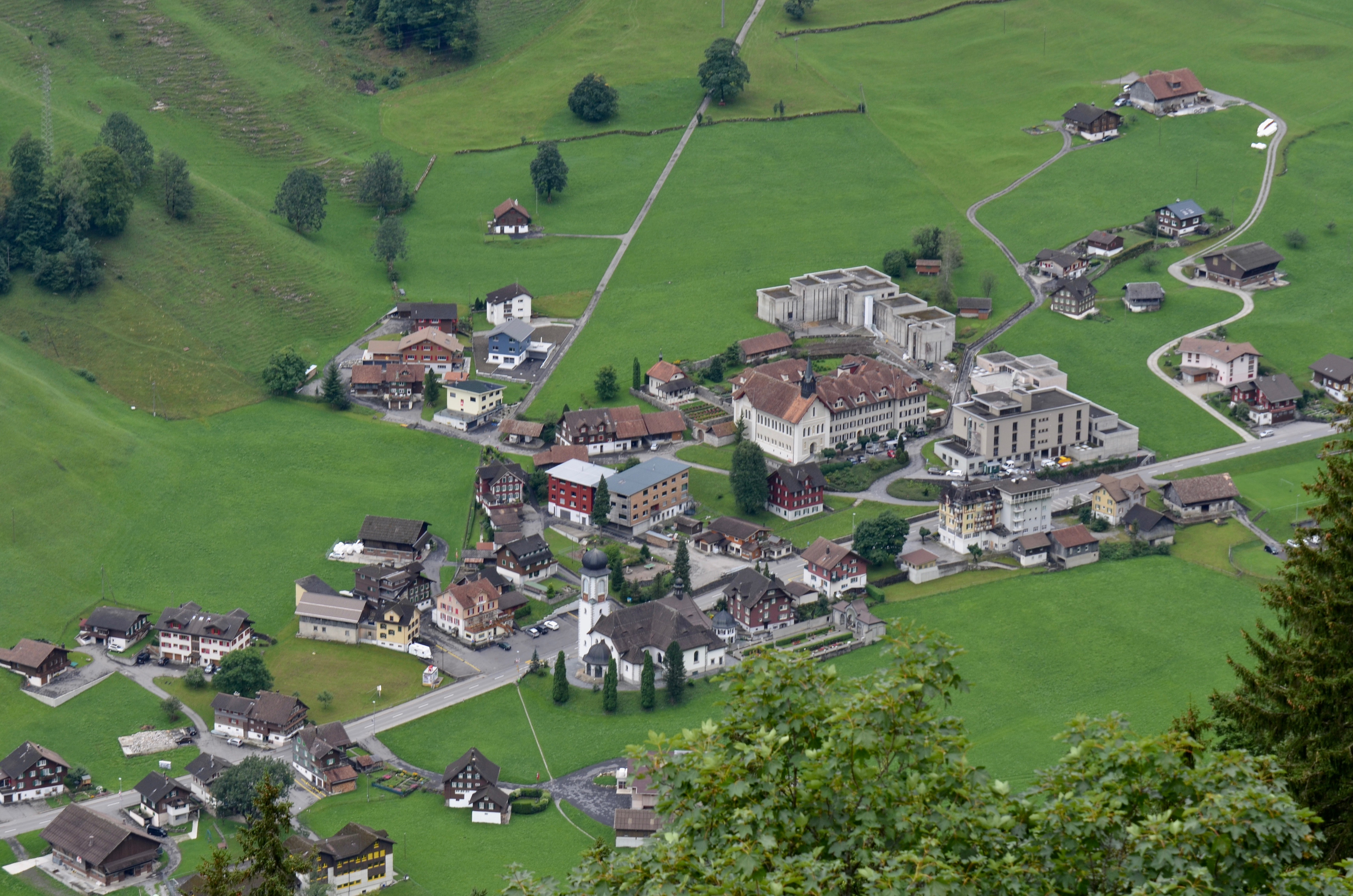
Melchtal

I distretti, le frazioni e le località di Kerns sono:
- Dietried
- Dorf
- Halten
- Melchtal[6]
  - Melchsee-Frutt (già Frutt, Melchsee o Wildi)[7]
    - Aa
    - Melchsee
    - Tannen

  - Schild
  - Stöckalp
- Sankt Niklausen (già Sankt Niklausen uff Benken)[8]
- Siebeneich
- Wisserlen[4]
  - Sand

## Economia

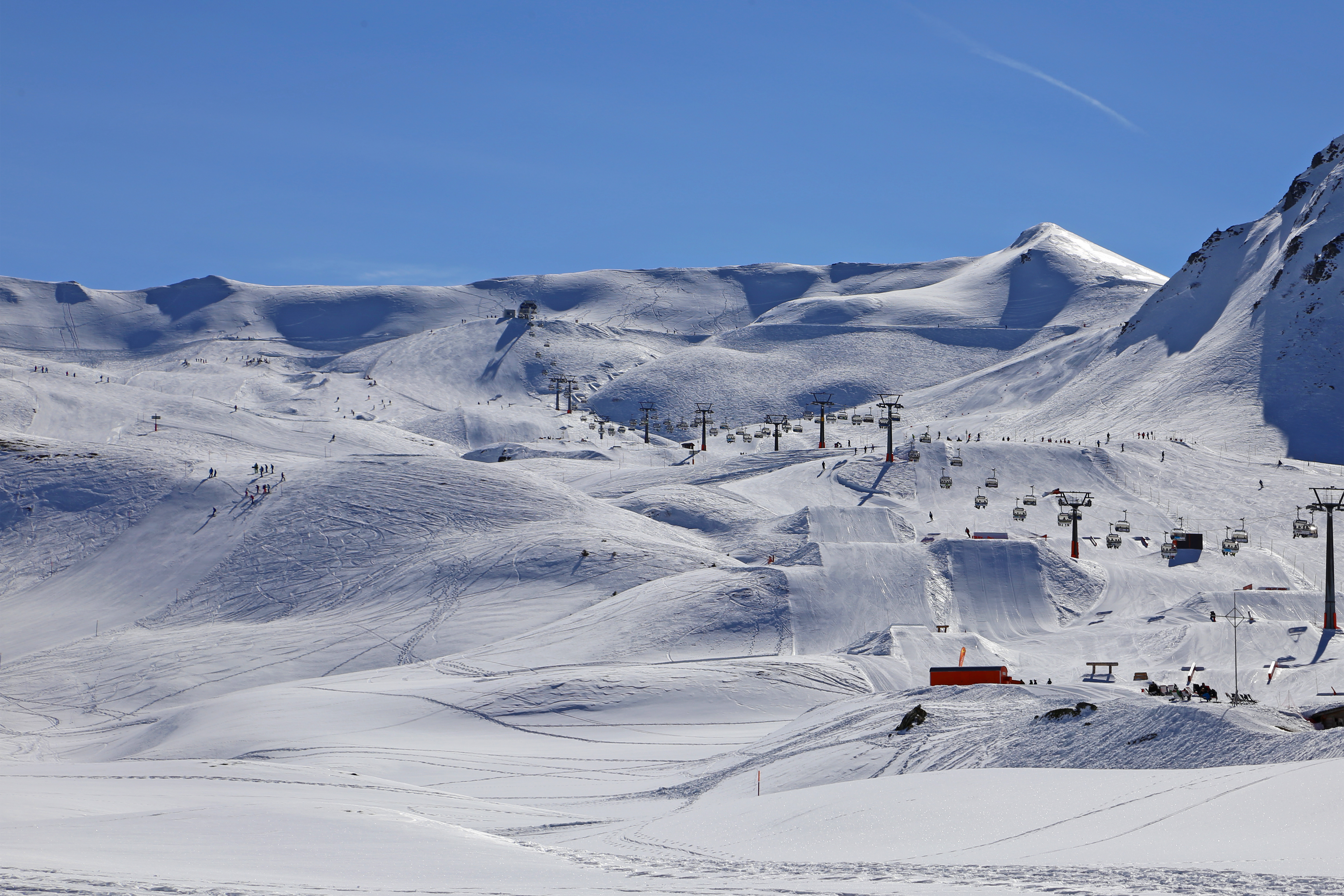
Le piste sciistiche di Melchsee-Frutt

L'economia locale si basa prevalentemente sul settore secondario (insediamenti industriali a Dietried e Wisserlen, avviati all'inizio del XX secolo e sviluppatisi dagli anni 1950-1960) e sul turismo, soprattutto a Melchsee-Frutt: turismo estivo a partire dagli anni 1860, stazione sciistica con l'inaugurazione della prima funivia nel 1937.

## Infrastrutture e trasporti

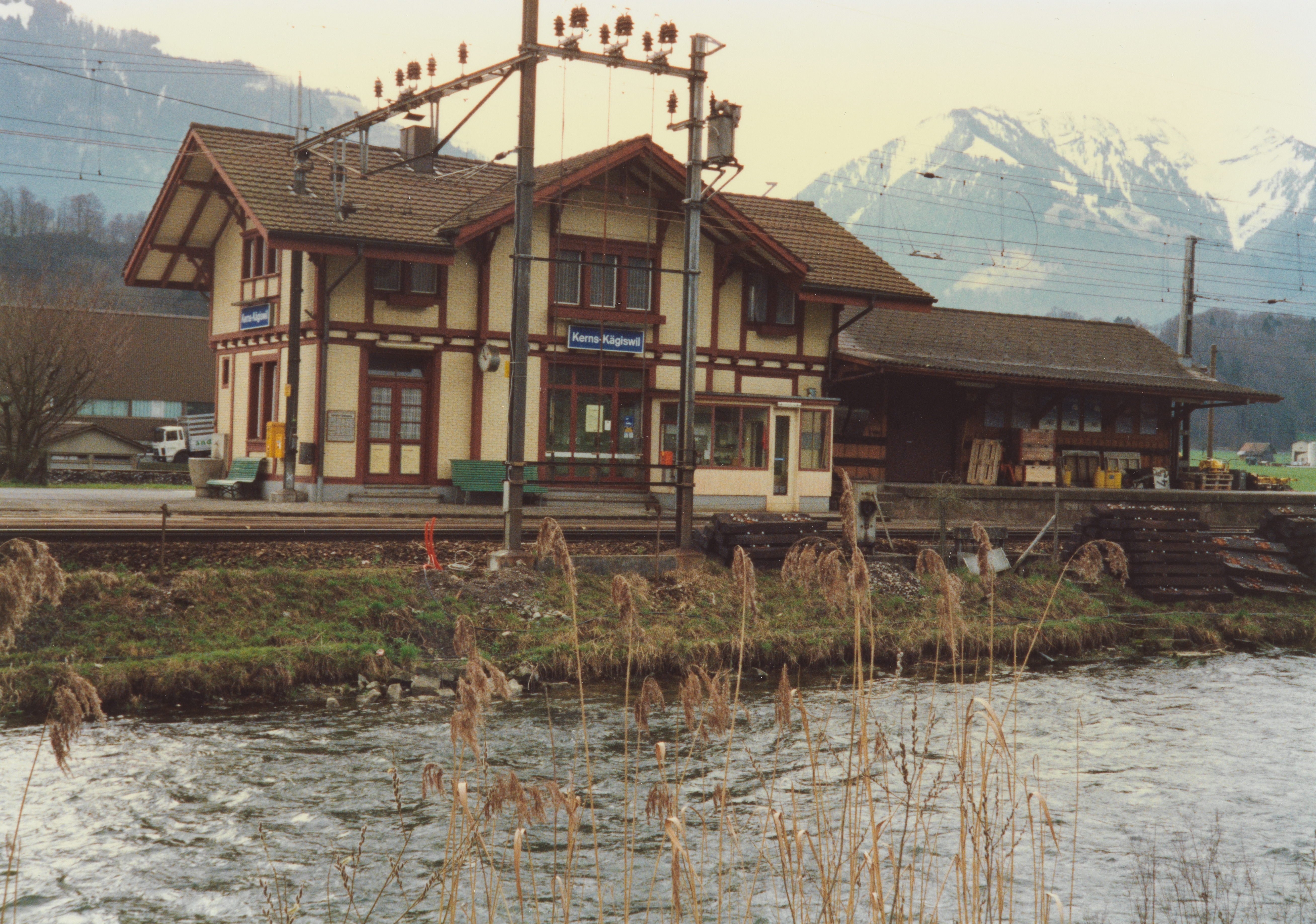
La stazione di Kerns-Kägiswil

Kerns è servito dall'uscita di Sarnen Nord sull'autostrada A8 e dalla stazione di Kerns-Kägiswil sulla ferrovia del Brünig; il passo Ächerlipass lo collega a Dallenwil, nel Canton Nidvaldo.